# Gangazumba
Gangazumba, Gangazumbá, Zumbarandá ou Taraquizunga é a inquice da lama e dos pântanos, associada à orixá Nanã Buruquê. Sob o nome Gangazumba, às vezes é ligada à orixá Iemanjá. Em rituais, se dança com corpo meio curvado, representando uma pessoa de idade, pois a divindade é a mais antiga para diversos povos. Suas roupas e colares são de coloração roxa, mas nalgumas casas se mescla com o branco.